# Dmitri Zjilinski
Dmitri Dmitrijevitsj Zjilinski (Russisch: Дмитрий Дмитриевич Жилинский) (Sotsji, 5 mei 1927 — Moskou, 15 juli 2015) is een Russisch kunstenaar.
Dmitri Zjilinski werd geboren in Sotsji, een Russische stad nabij de Zwarte Zee. Tussen 1945 en 1951 studeerde hij aan het Soerikov-instituut voor de kunsten onder de bekende professor van vroegmoderne Russische kunst, Nikolaj Tsjernysjov. Nadat hij was afgestudeerd werd hij zelf professor aan het instituut. Hij was de leermeester van vele kunstenaars die zich later tegen het officiële kunstbeleid van de Sovjet-Unie zouden keren. Onder zijn studenten waren Natalja Nesterova en Tatjana Nazarenko. Hij was de leider van de noncomformistische vleugel van de unie van kunstenaars in Moskou en een van de eersten die de officiële richtlijnen van het Socialistisch Realisme weigerde te gehoorzamen. 
In 1990 trad Zjilinski toe tot de Sovjet-academie voor schone kunsten, maar hij bleef zelfs tijdens de periode van liberalisatie die met de perestrojka was aangebroken controversieel. Door zijn gebruik van sterk religieuze beelden en renaissancistische stijlkenmerken bleef hij het debat over zijn kunst voeden. Ondanks deze ophef rond zijn kunst won hij in 1999 nog de Staatsprijs van Rusland voor zijn tentoonstelling "Huis van Zjilinski" in 1998.
Zijn werk werd in 1982 tentoongesteld op de Biënnale van Venetië en het heeft in verschillende musea in de wereld een plaats gekregen.